# Districtul Tao Ngoi
Tao Ngoi (în thailandeză เต่างอย) este un district (Amphoe) din provincia Sakon Nakhon, Thailanda, cu o populație de 23.043 de locuitori și o suprafață de 328,0 km².

## Componență
Districtul este subdivizat în 4 subdistricte (tambon), care sunt subdivizate în 32 de sate (muban).
| Nr. | Nume         | În thailandeză | Sate | Locuitori |  |
| --- | ------------ | -------------- | ---- | --------- |  |
| 1.  | Tao Ngoi     | เต่างอย         | 7    | 5,619     |  |
| 2.  | Bueng Thawai | บึงทวาย         | 10   | 5,131     |  |
| 3.  | Na Tan       | นาตาล          | 7    | 5,363     |  |
| 4.  | Chan Phen    | จันทร์เพ็ญ        | 8    | 6,930     |  |